# Debora Villani
Debora Villani (Ferrara, ca. 1970) is een Italiaans klavecimbelspeler, organist, pianofortespeler en dischteres.

## Levensloop
Villani kreeg haar eerste muzikale opleiding van haar vader, en behaalde diploma's in piano (bij Rita Cellini) en klavecimbel (bij Silvia Rambaldi)aan het Conservatorium van Ferrara. In 1988 behaalde ze een prijs in het concours Vidusso in Milaan. In 1993 ging ze zich vervolmaken aan de Academia Cristofori in Florence bij Rosalyn Turek. Vervolgens studeerde ze verder kamermuziek in Saluzzo, bij de docenten Boykens, Bourgues en Lonquich.
Ze studeerde ook pianodidactiek bij de docenten Lachert en Barnes aan de Universiteit van South-Carolina. Ze nam ook deel aan seminaries voor musicotherapie bij de vereniging La Musica Interna in Bologna. Klavecimbelcursussen volgde ze verder nog bij de Accademia Chigiana in Siena, in Florence en bij de Fondation Cini in Venetië.
In 1994 verwierf ze de titel van Meester Medewerker in het experimenteel operatheater Belli in Spoleto.
Ze ondernam een drukke concertenactiviteit, onder meer in Frankrijk en Portugal, voor de Società del Busto Arsizio in Milaan, het festival van Montepulciano, de theaters van Ravenna, Bologna, Ferrara, Modena, Plaisance en Reggio Emilia.
In 1997 behaalde ze, samen met Maurizio Stefania, de Derde prijs in het orgelconcours (duo's op orgelpositief) in het kader van het Festival Musica Antiqua in Brugge.
Ze trad op in 1999 met de hoboïst Douglas Boyd en later met de Gustav Malher Academie onder leiding van T. Brandis.
Ze heeft ook een Master behaald aan de universiteit van Ravenna met een thesis gewijd aan De geannoteerde muziek in picturale voorstellingen in de Renaissance, onder de leiding van Nicolette Guidobaldi.
Vanaf 2008 doceerde ze aan het Conservatorium in Ferrara. Ze maakt ook choreografieën voor de Federatione Italiana di Danza.

## Poëzie
Villani heeft voor het eerst gedichten gepubliceerd in Lissabon in 1994, naar aanleiding van de zevende Biennale des Jeunes Créateurs d'Europe et de la Mèditerranée. Haar neohermetische gedichten verschenen in verschillende verzamelingen, zoals:
- Poesie d'avanguardia (1996),
- Giovani Artisti Italiani (1997),
- Appunti sull'immaginario (Convegno letterario Internazionale - Ferrara 1999),
- La prima donna sulla Luna (2005),
- Schegge di utopia (2007).

## Publicatie
- Le concert infini, verzenbundel ISBN 978-88-89537-76-3